# 岩本徹三
岩本 徹三（いわもと てつぞう、1916年〈大正5年〉6月14日 - 1955年〈昭和30年〉5月20日）は、日本の海軍軍人。最終階級は海軍特務中尉。第二次世界大戦の撃墜王。島根県出身。

## 経歴
1916年（大正5年）6月14日、樺太の国境近くで警察官の父親の元に三男一女の兄弟の三男として生まれた。小学生の頃、父親が北海道札幌市の署長に転勤し、スキーで登校することもあった。13歳のとき、父親が退官して父の故郷である島根県益田へ移る。島根県立益田農林学校高等科2年に転入する。数学と幾何は優で、学校のクラブ活動ではラッパ隊に入部した。趣味は読書と園芸であった。幼少時から腕白ですばしっこく勉強より体を動かすことを好み、地引網で魚の群れを追い込む浜辺の漁師を手伝ったりする反面、一本気の頑固な正義感の持ち主で教師を辟易させることもあった。魚突きをして捕らえることが得意であった。1935年益田農林学校を卒業後、「若いときは勉強のため大学受験し、大学卒業後都会からもどらないつもりの長男や亡くなった次男の代わりに、家に残ってほしい」という父親の意に反して、大学受験と偽って海軍の志願兵試験（予科練習生予定者）を受験して合格、航空科を選択する。海兵団に入団する際に「自分は三男に生まれたのだから、お国のためにこの命を捧げます。」と両親に告げた。
1934年（昭和9年）6月1日、呉海兵団に四等航空兵として入団。1934年11月15日三等航空兵。1935年第31期普通科整備術練習生として霞ヶ浦海軍航空隊に入隊。同年8月20日三等整備兵、航空母艦龍驤の艦上整備員。同年11月2日二等整備兵。次いで操縦員を志望して認められ、1936年（昭和11年）4月28日、第34期操縦練習生として霞ヶ浦海軍航空隊に入隊。射撃の成績が抜群であり、自習にも励み、消灯のあとでも教本を持って外に出て街灯の光でおそくまで勉強したこともあった。霞ヶ浦友部分遣隊では、大宅秀平、磯崎千利たちから教えを受けていた。1936年12月26日第34期操縦練習生卒業、一等航空兵、佐伯海軍航空隊勤務。1937年6月1日普通善行章一線付与。1937年7月大村航空隊勤務。

### 支那事変
1937年8月に勃発した支那事変のため、1938年2月第十三航空隊付となり、黒岩利雄一空曹に率いられて南京に着任した。同航空隊の田中国義は「あの頃はすごいパイロットがそろっていた。先任搭乗員黒岩利雄、次席が赤松貞明、3席が虎熊正。私や武藤金義、あとから来た岩本徹三なんか食卓番ですよ。この頃の古い人たちはそれぞれ操縦もうまく名人ぞろいだった」と回想している。
1938年2月25日、岩本の初陣となる南昌空襲に出撃。岩本の所属は一中隊（田熊繁雄大尉指揮）三小隊で、一番機 黒岩利雄一空曹、二番機楠次郎吉二空曹、三番機が岩本だった。岩本は、I-15 4機（うち1機不確実）、I-16 1機撃墜という目覚しい戦果をあげた。1938年4月30日、漢口空襲につき所属部隊に感状授与。1938年5月1日三等航空兵曹。岩本は支那事変において半年の間に日本軍最多数撃墜数14機を公認されている。
1939年11月1日善行章第二線付与、二等航空兵曹。1940年（昭和15年）に支那事変の論功行賞で生存者金鵄勲章の最後となる叙勲申請の栄誉をうけ、1942年（昭和17年）8月1日感状の授与、また勲七等に叙され、功5級金鵄勲章（下士官の生存者のうち武功抜群相当）を叙勲された。

### 第二次世界大戦

#### 空母「瑞鶴」
1940年4月連合艦隊第1艦隊所属第1航空戦隊、「龍驤」で艦隊訓練を開始、予備艦になって整備中だった「龍驤」を使っての母艦訓練に参加した。訓練内容は、離艦・着艦、母艦へ夜間着艦訓練、編隊空戦の連携訓練、洋上航法、夜間航法、無線兵器の電信での母艦との通信連絡および電波航法（フェアチャイルド社製クルシー方位探知機での）による帰投などであった。
1941年（昭和16年）4月第1航空艦隊（1航艦）創設にともない、岩本たちは前年度からの母艦「龍驤」での訓練で選抜された中堅搭乗員として、第1航空艦隊所属の第3航空戦隊である「瑞鳳」戦闘機隊に配属。1941年5月1日海軍一等航空兵曹（6月1日海軍一等飛行兵曹に改称）。1941年秋、最新型の高速大型空母「翔鶴」、「瑞鶴」が就役し、第5航空戦隊が創設された。10月4日、3航戦の岩本たち瑞鳳戦闘機隊隊員たちは第5航戦に編入し、二手に分かれて「瑞鶴」および「翔鶴」に着任した。
一航艦は日米開戦の劈頭に行う真珠湾攻撃のために極秘で準備されていたが、岩本たち下級搭乗員は知らされないまま、九州各基地に搭乗機種、艦ごとに集合して、当時世界3大海軍国の米国、英国を飛行技量でしのぐ最高の艦隊搭乗員実力を目指して連日、日夜激しい訓練がつづけられていた。岩本の回想録には、以後の太平洋戦線での様々な実戦局面で、幸運や勘ではなく、この時期に艦隊戦闘機隊訓練で体得した技術を洋上、夜間の飛行操縦術へ科学的に応用活用し、確率を上げて生き抜いた描写が記述されている。
1941年12月大東亜戦争開戦。劈頭の真珠湾奇襲作戦に参加。第一航空艦隊所属の航空母艦「瑞鶴」戦闘機隊員で、真珠湾攻撃時は艦隊の上空直衛任務に就き戦果はなかった。1941年12月24日感状授与。
1942年4月インド洋作戦で4月5日機動部隊に接触してきたコンソリーデーテッドPBY飛行艇を撃墜し、太平洋戦争における岩本の初撃墜の戦果を得た。
1942年5月MO作戦のため、5航戦は一航艦から第4艦隊指揮下に入り、珊瑚海海戦に「瑞鶴」上空直掩で参加。1942年5月8日、瑞鶴の岩本の瑞鶴直衛隊の戦闘機3機と翔鶴隊3機は上空警戒に上がっていたものの、残りの13機は事前に偵察機から「敵三十機味方主力方向に向かう」との報告を受けながらも、至近距離までせまってからようやくの緊急発艦であり、艦隊の邀撃体勢は後手となった。先行して上がっていた岩本小隊3機は、高度7500メートルで、30キロメートル先の米攻撃隊を発見し、優位の高度からウォーレス・C・ショート大尉率いる17機に攻撃をかけて米軍急降下爆撃機
を攻撃して投弾を妨害した。ショート大尉は「急降下前、急降下中、引き起こし後、いたるところで零戦の妨害にあった」と報告している。この攻撃で低空に下がった岩本小隊は、上昇中に瑞鶴後方で味方戦闘機を攻撃中の米F4F戦闘機隊を発見し、これに対して攻撃を加え岩本は1機を撃墜した。岩本隊はこの戦闘後、敵の攻撃を避けるためスコールへ退避中で激しくゆれる瑞鶴に着艦し補給を行った。
米軍の第二次攻撃迎撃の為に他の小隊と共に発艦し、岩本隊他は概ね高度6500メートルまで上昇の後、母艦から4.50キロメートルの海域で、高度5000メートルを飛行中のレキシントンからのF4F戦闘機に護衛されたSBD爆撃機を捕捉した。このうち岩本らは空母護衛の日本軍巡洋艦に向かった急降下爆撃機に攻撃を加えた。岩本は追撃に熱中する列機に対し中止を命じ、後続する筈の敵雷撃機の攻撃を予想して、スコールの雨雲の上の指揮官機に集まるよう信号を送り、1,2中隊12機で上空哨戒についた。瑞鶴はスコールに退避していて無事だったが、翔鶴は攻撃を受け、航行は可能でも飛行機の発着が不能となったことに岩本は気がついた。予想通りTBDデバステーターが現れ、岩本は空母10km先で気づき7kmの地点でTBD雷撃機を攻撃した。TBD機は遠距離から魚雷を投下したため両空母に被害はなかった。岩本は後にこの雷撃機に対して「日本機なら攻撃されても射点での攻撃を敢行しただろう」と回想している。追撃のチャンスだったが高度4000メートルで哨戒、10分後に味方戦闘機を高位より攻撃準備中の敵F4F戦闘機を発見し救援援護した。瑞鶴は相変わらずスコールに隠れていたが、翔鶴は集中攻撃を受けレキシントン隊オールト中佐のSBD4機が放った500ポンド爆弾の1発が艦橋後方に命中した。第二次攻撃隊が去ったと判断した岩本は、今はスコールの外を航行中の瑞鶴に燃料と弾薬の補給の許可を求めたが容れられず、暫く高度5000mで直衛哨戒を続けたが燃料切れ間近となったので母艦に着艦要請を出し翔鶴隊と共に着艦。岩本は補給後に指揮官として7機を指揮し上空直衛に上った。しばらく後に、米空母を攻撃した日本軍機が帰還し、翔鶴が着艦不能なために全て瑞鶴に収容されたが、その後も1時間ほど直衛についた。
珊瑚海海戦は目的を達成できず撤退した。母艦瑞鶴と岩本らの直衛隊は1名の戦死もなく無傷であったが、攻撃隊の多くの搭乗員を失った岩本は「さびしい。涙がにじむ。このように一度に多数の戦友を失ったのははじめてだ。」「優秀な搭乗員を多数なくして、これからさき、いかにして闘ってゆくつもりだろう」と心境を後につづっている。米軍邀撃機は空母レーダーから日本軍機の位置の指示を受けて時々刻々の対応ができたが、日本軍は母艦から簡単な敵情程度しか知らされないその中で岩本は母艦「瑞鶴」をよく護ったと戦闘中に艦長と飛行長よりの賞賛を受けた。
1942年6月15日、「瑞鶴」はアリューシャン攻撃部隊支援として出撃するが、悪天候のため戦闘機隊に活躍の場は無かった。8月、岩本は、搭乗員の教育要員として大村空に転属。その後、横空に転属。1942年11月1日、上等飛行兵曹。1943年（昭和18年）2月上旬に追浜空所属機に搭乗し、芦ノ湖上空で木村泰熊上整曹たちとともに快晴の富士山上空を飛翔する、標識番号「オヒ-101」の零戦21型の写真を残している。

#### ラバウル方面
1943年3月、岩本は281空の開隊とともにその配属となった。1943年4月1日海軍飛行兵曹長、分隊士。5月に対アリューシャン方面の最前線である幌筵島武蔵基地に進出。幌莚時代には勤務の間に同僚後輩を連れ立って、遡上してきた鮭を大量に捕らえ酒宴を開いたとのエピソードがある。
1943年11月、岩本ら281空の16名は一大航空戦が展開され、戦闘機乗りの墓場と言われていたラバウルに派遣され、第二〇一航空隊に編入。ラバウル到着から一週間後に爆撃を受け迎撃のため出撃した岩本は同じ中隊9名に損害を出さず7機を撃墜報告。隊全体で敵52機を撃墜する大戦果を報告した。また岩本が先行し部下がそれにならって三号爆弾で敵14機編隊を一度に撃墜と報告したこともあった。当時の海軍戦闘機隊搭乗員は二直交代勤務に就くことが多かったが、岩本は直長として編隊指揮を執った。機数は稼動機数の関係で上下したが、概ね20機弱から40機前後だった。日本海軍の空中指揮は階級に依存したが、岩本は搭乗士官（飛曹長＝准士官）として空中指揮を担当した。
1943年12月第二〇四海軍航空隊へ異動。ブーゲンビル島のタロキナ飛行場への攻撃任務では、単機で出撃して超低空侵入で奇襲に成功し、20機以上の米軍機を銃撃で破壊と報告。飛行場手前で急上昇して、滑走路に並んだ列線に一撃、切り返してもう一撃、そのまま低空を突っ走って帰ってきた。そして、現地の陸軍からは「敵飛行場は火の海になっている。」との電報が入ってきた。このときの出撃は、先任飛曹長が出撃を拒絶してしまったため、その状況を見かねて岩本自らが志願したと述懐している。
12月以降、敵戦爆連合のラバウル空襲は猛烈で「爆撃機を1週間のべ1,000機平均（ニミッツの太平洋戦記）」、「陸・海・海兵隊と連合国空軍によるラバウル総攻撃（グレゴリー・ボイントン）」という空前の規模で数ヶ月間、圧倒的機数で連日行われた。日本軍は約20〜30機の零戦で粘り強く対抗しつづけた。アメリカ軍は、自軍の損害があまりにも多いために実際は少数であった日本軍の兵力を過剰に見誤り、日本軍は約1000機をもってアメリカ軍に対抗していると考えていた。このためアメリカ本国に増援を求める報告を発信している。
ラバウル航空隊69対0勝利の記録フィルム、日本ニュース映画「ラバウル」「南海決戦場」はこの時期の撮影であり、地上員からも撃墜50機以上を数えたことが目撃されている。また、1月7日の多数機撃墜戦果は翌日奏上され御嘉賞されたことが知られている。岩本の活躍は郷里の益田にもニュース映画を通して知られ、岩本が搭乗したゼロ戦のプロペラが益田小学校に展示された。この頃、ニュース映画を見て「益田の岩本さん」を知ったある女学生が、戦後岩本とお見合いで知り合い、岩本夫人となった。
当時のラバウルは、マッカーサーの南西太平洋方面軍のフィリピンへの進路にあって米陸海軍が圧倒的な戦力で重点的に攻撃を集中していた。岩本は1943年12月4日ラバウルで邀撃後、多くの日本軍戦闘機を撃墜したアメリカ軍機の基地帰還時を狙って待ち伏せ攻撃で奇襲撃墜し、「送り狼」と呼ばれる戦法をとった。このように、攻撃を終えて帰還中の敵を攻撃する「敵攻撃の直接的阻止」を目的に置かない「送り狼」戦法について、「我々の今やっている戦法は長い間の実戦の経験から体得されたもので、今来たばかりの部隊にはとうてい理解できないところがある」と岩本自身も述べている。1943年12月15日感状授与。
1944年（昭和19年）1月、204空のトラック島撤退に伴い、機材人材を引き継いだ二五三空に異動となる。1943年末から1944年2月まで、岩本飛曹長の搭乗した253航空隊の102号機は零戦二二型根拠・出典は？で、撃墜数を表す桜のマークが60〜70個も描かれており、遠目からは機体後部がピンク色に見えた。もちろん、この機体は上空でも敵の目を惹いたが、岩本は敵機をことごとく返り討ちにしていった。
岩本らラバウル航空隊では、敵爆撃機の編隊に対して1000〜2000m上空から敵の進行方向と正対する様に飛行し、緩降下して敵編隊長機との直線距離が3〜5000m程度になった時に背面飛行に入り射撃角度を調整しながら急降下し、敵機との距離が150m以内に近づいた時に20mm機関砲と7.7mm機銃を直上から爆撃機の操縦席を狙って1〜2秒の間に発射し高速で下方向に離脱、再度上昇して反復攻撃する攻撃法を採用していた。岩本らは繰り返しこの戦法でB-24撃墜の戦果を報告していた。この戦法のメリットは敵編隊の機銃の数が制限されること、自機の機速と敵の機動により照準がつけにくいことであり、デメリットは高度な飛行テクニックと計算力、射撃能力が要求されることであった。岩本は、「この攻撃方法は1秒でも時間を誤れば失敗するが操作時期さえ良ければ十中八九成功する」が「若い搭乗員にはそんな難しい攻撃法はとても無理である」と述べている。後に岩本は大隅半島上空でこの攻撃法によりB-29を一撃で撃墜したと報告している。この攻撃方法を応用して、岩本飛曹長、小町定上飛曹、熊谷鉄太郎飛曹長らにより、三号爆弾（三号特爆）による対編隊爆撃が行なわれた。背面で機銃攻撃に入る代わりに爆弾を投下して、降下速度を利用して敵編隊の後方に抜ける戦法である。戦後の回想録および複数の目撃証言でその詳細が明らかにされた。三号爆弾は1942（昭和17）年後半に導入され、当初は飛行場襲撃に使用されていた。1943年12月9日の岩本らの小隊による試用攻撃で、帰途集結旋回中の編隊26機を一気に撃墜を報告、その後機会があるごとに熟達し、一撃で艦爆14機、トラック基地B-24迎撃戦では余裕のある接敵さえ適えばほぼ確実に命中できる域にまで達したという。
三号爆弾について岩本自身は「（長年の経験による）カンで投弾したので、あれこれ口で説明するのはなかなか難しい」と最初の投弾についての報告について回想している。トラック島253空電信員加藤茂は「丁度、敵機が真上をすぎたときである。電信員がかぶっているレシーバーから、なにやら訳の分からない英語の叫び声が防空壕電信室一杯に響き渡った。あまりの近距離と、敵機の電信機の出力が大きいせいであろう。と、その時叫び声が泣き声のように変わる。明らかに絶望的な叫び声がつんざいた。これこそおそらくは我が零戦隊の岩本飛曹長らが投じた三号爆弾が敵編隊に命中したものであろう。壕から出て敵機を見ると、数条の白煙を吐いたB24がまさに夏島の山かげに消えて行くところであった。」と回想する。僚機でもあった小町定は「三号爆弾を落とす時は、人によって、また場合によってやり方は異なりますが、約千メートルの高度差をもって敵編隊と同航し、その前方に出てちょうど自分の翼のつけ根の後ろあたりに敵が見えた時、切り返して背面ダイブで垂直になって突っ込むんです。しかし大型機はなかなか、ガソリンを引くことはあってもその場で落ちることは少なかったですね。岩本先輩とはラバウル、トラックでは私は腕を競い合う仲にありました。地上の運動は何をやってもできるし、空戦の腕も達者でしたが、口も達者で、いつも大風呂敷をひろげていました。」と語っている。
1944年2月、米機動艦隊により大損害を受けたトラック島の防御を固めるため二五三空はラバウルより撤収しトラック島に移動。岩本も以後トラック島にて防空戦に従事した。ところがそれ以来部隊はほとんど機材も人員も補充を受けることが出来ず、テニアンの一航艦司令部からの三号爆弾の要領指導の派遣を「一名の余裕もなし」と断るほど逼迫した状況だった。飛行可能機が搭乗員の1/3となった二五三空は1944年6月、機材を自力で補充するべく岩本ら空輸要員4名を内地に派遣帰還させた。ところが、内地到着後に始まったサイパン島の戦いにより、機材受領後に再びトラック島へ戻るための主要空路を遮断されてしまったため、トラック復帰は取り止めとなり、岩本はしばらく木更津空にとどまったあと、1944年8月、三三二空に異動。この時期までに飛行時間は8,000時間を超え、離着陸回数 13,400 回を超えた。

#### 二五二空
1944年（昭和19年）9月第252海軍航空隊戦闘三一六飛行隊。予科練出身の252空所属若年搭乗員の回想には「優しい人柄で決して乱暴はせず、むしろそれほどエライ方といった印象は受けなかった」と記述している。10月台湾沖航空戦、フィリピン沖海戦に参加。
1944（昭和19）年9月、千葉県茂原基地で二五二空戦闘第三〇二飛行隊の角田和男少尉が謹慎していたとき、二五二空から岩本徹三、斎藤三郎が、二〇三空から西沢広義、長田延義、尾関行治が訪れた。そこで岩本が「敵が来る時は退いて敵の引き際に落とすんだ。つまり上空で待機してて離脱して帰ろうとする奴を一撃必墜するんだ。すでに里心ついた敵は反撃の意思がないから楽に落とせるよ。1回の空戦で5機まで落としたことあるな。」と言ったことに対し、西沢は「岩本さんそりゃずるいよ。私らが一生懸命ぐるぐる回りながらやっているのを見物してるなんて（岩本は1943年11月にラバウル着任、西沢は43年10月に内地帰還しているので実際にラバウルでこういう場面があったわけではない）。途中で帰る奴なんか、被弾したか、臆病風に吹かれた奴でしょう。それでは（他機との）協同撃墜じゃないですか。」と言った。それに対し岩本は「でも、俺が落とさなくちゃ、奴ら基地まで帰るだろ？しかしいつもこうしてばかりもいられない。敵の数が多すぎて勝ち目の無い時は目をつむって真正面から機銃撃ちっぱなしにして操縦桿をぐりぐり回しながら突っ込んで離脱する時もあるよ。」と言った。角田によれば、中でも西沢は岩本に並ぶ日本海軍エースで、彼らの話はやがてラバウルでの航空戦になり、皆は岩本と西沢のこの話に聞き入ったという。
この夜から一ヶ月も経たないうちに西沢は輸送機に便乗移動中にミンドロ島で、尾関はルソン島上空で戦死、斎藤は負傷、長田も翌年沖縄沖で戦死した。岩本は「我々には伊達に特務の2字がついているんじゃない。日露戦争の杉野兵曹長の昔から、兵学校出の士官にもできない、下士官にもできないことをするのが我々特准なんだ。がんばろうぜ！」この時、謹慎中の角田を励ました。
岩本に指導を受けた後輩の印象では、「西沢広義飛曹長は長身で目つきが鋭くて眉も太い精悍な顔つきから、なるほどあれが撃墜数150機の撃墜王だと感じた。一方で、小柄の体でやさしい風貌の岩本少尉には、どこにそのような力があるのだろうかと感じた。」と述懐している。
1944年10月末、第二航空艦隊で行われた第二神風特別攻撃隊の志願者募集の際、岩本は「死んでは戦争は終わりだ。われわれ戦闘機乗りはどこまでも戦い抜き、敵を一機でも多く叩き落としていくのが任務じゃないか。一度きりの体当たりで死んでたまるか。俺は否だ。」と言って志願しなかった。
特攻に関して岩本は「この戦法が全軍に伝わると、わが軍の士気は目に見えて衰えてきた。神ならぬ身、生きる道あってこそ兵の士気は上がる。表向きは作ったような元気を装っているが、影では泣いている。」「命ある限り戦ってこそ、戦闘機乗りです。」
「こうまでして、下り坂の戦争をやる必要があるのだろうか？勝算のない上層部のやぶれかぶれの最後のあがきとしか思えなかった。」と回想している。
岩本は二五二空で後にサイパン銃撃隊（第一御盾隊）隊員となる若年搭乗員達を訓練していた。第1御楯特別攻撃襲撃隊大村中尉以下の活躍について「短期訓練で、あれだけ困難な任務をよくもやりとげたもものだと、強い感銘を受けた」という。回想録では、近接護衛戦闘機として数十機の特攻機の突入を目の当たりにして、数刻前まで共に存在していた人々が消えてしまったことに「髪の毛が逆立つ思いであった。」「せめて彼らの最後と、その戦果を、詳細に見届けておこうと、私は何時までも上空を旋回していた」としている。戦争末期の飛行機の搭乗員に対して「訓練しては前線に送り、一作戦で全滅させて、またもや訓練の繰り返しである。実戦に役立つ戦力に達するには程遠い。しかし、前線では搭乗員が不足しているのだ」と述べている。
1944年11月1日 海軍少尉。1944年11月第二五二海軍航空隊戦闘三一一飛行隊。1945年2月16日、米軍のジャンボリー作戦に対する関東地区迎撃戦に参加。

#### 二〇三空
1945年（昭和20年）3月末二〇三空戦闘三〇三飛行隊。沖縄戦開始の米軍上陸地点を最初に確認した夜間単機強行偵察。沖縄戦開始初頭の夜間強行偵察では、岩本が単機で慶良間諸島で上陸作業中の米軍艦艇を銃撃し、大損害を与えたことが、慶良間海洋文化館の記録と、岩本の手記とで一致している。4月〜6月半ばまで数次にわたる特攻作戦の直掩。4月7日坊ノ岬沖海戦の事後迎撃。鹿屋航空基地上空でのB-29編隊単機撃墜を報告。
土方敏夫中尉の沖縄戦での回想には岩本から受けた指導が残されている。上空からグラマンの不意打ちを食って全機が下方に避退したことについて「あんなときは、全機が降下するのではなく誰かが上昇するようでなければ駄目なんだ。これは責任感の問題だ。」と岩本がその日の空中戦について地上で話し合ったとき力説していたという。この日の空戦は岩本も足の指に負傷するほどの激戦で、着陸後しばらくの間、岩本は操縦席の中で動くことすらできなくなっていた。岩本は経験未熟な若年の土方敏夫中尉が配属されたとき「初陣で弾を撃ってはいけません。私がまず敵を落として見せるから離れずついてきて見ていればいいです。最初から敵を落とそうなどと考えては一人前になれません。もし着陸してから調べてみて弾が出ているようなら私は貴方を軽蔑しますよ。」と話した。しかし乱戦となり、自らの上官を見失い着陸後に再会して、上官に対して「申し訳なかった。」と泣いていた。また、岩本の戦いぶりを地上で見ていたときは「岩本さんは被弾して帰ってくることが多かった。あるときは、機体じゅうに被弾してよく墜ちなかったなあと思った。」という。土方中尉の編隊が場外飛行に向かう途中、天候不良で岩国に引き返してきたとき、岩本は土方中尉に「無理をしてはいけないですよ。よく引き返しましたね。」とその判断を褒め、褒められた土方中尉は「あの恐ろしいと思っていた岩本少尉が褒めてくれたのは、何よりも嬉しいことであった。」と感じたという。「岩本少尉は、救命胴衣の背面には通常は所属部隊と姓名官職を書くところ、救命胴衣の背中に「零戦虎徹」（「虎徹」の二文字は新選組局長・近藤勇の佩刀としても有名な刀工長曾彌虎徹興里になぞらえたもの）、「天下の浪人」など大書していました。この「天下の浪人虎徹」の文字はよく目立ち、名前を聞かずとも岩本少尉であるとすぐわかりました。岩本少尉の普段は、見たところ田舎のじいさんのような格好をしていましたが、一旦車輪をしまって飛び上がれば、向かうところ敵なしでたいてい撃墜して帰ってきました。」と回想している。
零戦を名刀虎徹に準えたことについて、二五二空時代の同僚斎藤三郎少尉は「古書に曰く、兵は稜なりと。スピードがあるので、相互の攻守位置が瞬間に逆転する。敵の隙を見落とした瞬間、逆にわが態勢は崩れ去るのが普通だった。その意味で所詮空戦もまた白刃場裡を一歩も出るものでなかった。いかに正宗、虎徹のごとき名刀をたばさんでいても、機会を逸すれば鈍刀にも劣る。」と解説している。
第203航空隊の安部正治上飛曹の手記によると、岩本先輩は支那事変からの古強者で、海兵団出身者には親しみを感じられていました。岩本先輩は小柄で物静かでしたが、強い殺気を感じさせるものがあり、さながら昔の剣客といった印象でした。彼の放った射弾は垂直降下中でも、どの方向からでも敵機に吸い込まれていきました。昭和20年5月4日、安部上飛曹は沖永良部上空で空戦に入り、F4Uを撃墜した。基地に帰投後岩本分隊士から「どうや？やったか？」と質問され「はい。1機やりました！」と答えると「うん。よっしゃ!よっしゃ!」と元気な声で戦果を集計された。その姿はピンピン跳ね返るような嬉しさに満ち、まさに撃墜が戦闘機乗りの最高の生きがいであると言わんばかりであった。岩本自身「この撃墜の瞬間の気持ちは、なんとも言えない。命をまとに闘っている戦闘機乗りにだけ許された至境であろう。」とラバウルでの戦闘で述べている。
1945年6月二〇三空補充部隊として岩国で、B-29の編隊に対して零戦で自爆特攻をする「天雷特別攻撃隊」の教官として教育・指導を行う。
1945年8月15日終戦を迎える。喪失感のあまり3日ほど抜け殻のようになったと述べている。終戦から数日後、搭乗員解散命令で、写真など全部の所持品を焼いて、ウイスキー1本を軍用自転車に積んで、岩国から益田まで帰郷した。ポツダム進級によって1945年9月5日海軍特務中尉、予備役編入。

### 戦後
戦後は東京のGHQに2度呼び出されラバウルなどの戦闘の様子について尋問された。戦犯には問われなかったが、公職追放となった。岩本は日本開拓公社に入社し、昭和22年2月11日、同郷の幸子夫人と見合い結婚するが、結婚3日後に北海道の開拓に単身出発した。しかしながら1年半で心臓を病み帰郷。このとき夫人と再会した岩本は、夫人の顔を忘れていたようである。その後の生活は不遇であり、空の生活から地上の生活になじめず、また軍隊気分も抜けず、戦後の世相への適応も簡単ではなかった。そして次第に心のはけ口をアルコールに依存していった。しかし、近所の人たちには戦時中の話をして喜ばせ、隣家で結核患者が病死した際、感染を恐れて誰も遺体に近づかない状況をみかねて、岩本は鼻の穴に綿をつめて一人淡々と遺体を葬った、との逸話が残っている。
益田土木事務所をはじめ、畑仕事、鶏の飼育、駅前の菓子問屋などの職をかわった。2人の子を持つ父親としての岩本は、手先が器用だったので、子供のおもちゃは自分で作っていた。トタン、ブリキを買ってきては、自動車を作って色を塗り、時計、電蓄、バイク、自動車などよく自分で修理した。自動車は近所のポンコツでも立派に動きだすので夫人に感心されていた。1952年（昭和27年）、GHQ統治支配が終わり益田大和紡績会社に職を得てようやく落ち着いたが、1953年（昭和28年）、盲腸炎を腸炎と誤診され腹部を大手術すること3回、さらに入院中に戦傷を受けた背中が痛みだし4,5回の手術を行い、最後は麻酔をかけずに脇の下を30cmくらい切開して肋骨を2本取り出した。最後は敗血症により、原発の病名も不明のまま1955年（昭和30年）5月12日、7歳と5歳の男の子を残して逝去。享年38。病床にあっても「元気になったらまた飛行機に乗りたい」と語っていた。204空時代の司令柴田武雄は岩本の葬式で、「岩本は、戦闘機乗りになるために生まれてきたような男でした」と語っている。
夫人は、未公開の回想録を後世に伝えた功労者の一人。彼がラバウルで活躍していた頃は郷里の女学生であり日本海軍のエースパイロットとして報道映画で紹介された彼を見たのが初めてであった。戦後山陰の郷里にもどった彼と平凡な見合いで結婚し、生き残って苦しい生活の続いた彼を助けた。彼は不運にも早世してしまい、海軍時代を詳細に記した大学ノート3冊の回想録は日の目をみることなく死後10数年間夫人の下に保管されたままになっていた。
今日の話題社の中村正利はこの遺稿の存在を知り、作家秦郁彦が監修協力して「零戦撃墜王」と題し出版された。単行本の出版に際し、戦記画家の高荷義之が挿画・装丁図、新装本ではさらに零戦の武装系統図と動作解説を追加、全面的に担当した。戦後20年を経て、彼自身の詳細な回想録が世に出るに至った。岩本の次男は航空自衛隊に入隊している。

## 戦法
撃墜数は、戦後の自己申告である202機のほか、戦後調べでは撃墜報告80機とする文献もある。（日本海軍では1942年末以降、個人撃墜数を記録していないため、正式な数は不明）
岩本は編隊による優位位置からの一撃離脱戦法を多用していた。1943年末日本は4機編隊構成を採用していたが、岩本は機上無線機のモールス電信を活用し連携を心がけ、基地司令部との交信で来襲情報を受信し、迎撃隊を有利な位置に導いて戦闘指揮した。また格闘戦にも絶対的な自信を持っていた。ある日の空中戦では、岩本単機対F6F戦闘機4機で空戦に入り、そのことごとくを撃墜したことが地上監視所から報告されている。この頃の岩本は「5倍や10倍の敵など恐くはない。ただし、エンジントラブルだけはどうしようもない。」と戦場で活躍する零戦の現実を記している。
空中戦では常に一番に敵を発見していたが、視力検査をすると彼の視力は日本海軍パイロットとしては良い方ではなかった。敵機の索敵方法について教えを請われると「敵機は目でみるんじゃありゃんせん、感じるもんです。」と言いつつ、戦場の経験から敵編隊群の進攻方向を想定し、プロペラが太陽の光を反射する輝きを察知してゆく彼の索敵方法を教えていった。また、会敵までの敵距離の予測を、米軍機の機上電話（短波無線）を傍受しその強弱によって、敵との遠近を推測する彼独自の電子戦を実施していた。
岩本は「媚（こ）びず、諂（へつら）わず、とらわれず。」という武士道的な言葉を常々自身に言い聞かせていた。堀建二2飛曹は岩本から「どんな場合でも、実戦で墜されるのは不注意による。まず第一は見張りだ。真剣に見張りをやって最初にこちらから敵を発見する。そして、その敵がかかってきたら、機銃弾の軸線を外す。そうすれば墜されることはまずない。地上砲火による場合。これは、どうにもならん。避けようがないからな。その場合は潔くあきらめるさ！」と指導を受けたという。

## 著書
- 遺稿の空戦ノート（未公開の大学ノート3冊）
- 零戦撃墜王初出版（今日の話題社, ISBN なし）昭和47年7月10日発行
- 零戦撃墜王新装版（今日の話題社, ISBN 4-87565-121-X）昭和61年2月25日発行
- 零戦撃墜王 （光人社NF文庫, ISBN 476982050X）

遺稿空戦ノート（零戦撃墜王新装版の巻末に掲載されたオリジナルノート沖縄戦1ページ写真より）
- 原文は横書き、各行約40〜42文字程度にそろえ、1ページ28行である。
- 空戦機種、機数は文章中に直接は記入されていない、別欄に分けられている。
- 空中指揮官（准士官以上）の現認証明、行動調書に似た記述形式で、論文のように読まれることを意識した、細かいが各行大きさを揃えた読みやすい字で丁寧にびっしりと、詳細な戦況報告図とともに書きこまれている。
- 精神的にきちんとした真面目な性格の人の筆跡、文体である。小説家原稿のようなかきなぐった荒れた字体や修正はない。

「ラバウルで142機」は遺稿ノート中の各戦闘結果集計（「零戦撃墜王」新装版・今日の話題社に一部掲載）に基づくものである。戦後暫くして判明した事実に基づく内容の擦り合わせ修正はなく、日付を1ヶ月程ずらした（陰暦日付に近い）個所が数ヶ所あるが、搭乗員の日記は防諜のため日付を隠して書くことは他にも例があり、また戦後はGHQの統治支配が昭和27年春まで続き多数戦犯の外地拘置所や処刑、シベリア抑留も続いていた時代であり、どのような理由によるかは今日では確かめようがない。なお、光人社NF文庫では細部に修正あり、写真のコメント文は強い口調になった。

## 記録
写真
岩本徹三には、当時戦った人たちの回想録に掲載された生前の写真や、動画フィルムが存在する。書籍では鹿児島基地で撮影の岩本徹三が最も多く掲載されている。体格は細身で身長は小柄な 150 cm 前後であり、当時の海軍では戦闘機向きとみなされた。岩本徹三の顔は、長い戦歴中に変わった。
- 1936年、操練生当時の少年の若々しい顔
- 1941年秋、瑞鶴の愛機 EII-102 垂直尾翼前に立つ細身の写真。
- 1941年12月7日、ハワイ攻撃前日の瑞鶴飛行甲板上、第1航空艦隊・第5航空戦隊・瑞鶴戦闘機隊の集合写真、幹部の座る第2列の右端で口ヒゲを生やし、やや丸くなった顔。
- 1944年2月20日、ラバウル・トベラ飛行場、トラックへ後退する日の253空戦闘機隊集合写真、すでに眼は落ちくぼみ頬はこけた。このとき同僚の小町定上飛曹はまだ元気で健康な顔。
- 1945年4月、鹿児島基地での有名な写真「鹿基ニテ 岩本少イ」、痩せて強い日差しにまぶしそうな顔。
- 1945年3月、「零戦かく戦えり」の阿部三郎の章およびその後の「予備学生の零戦搭乗員記」で掲載写真に選ばれた岩本徹三の写真は飛行帽・飛行服姿で笑って立っている姿。
- 1955年、『歴史街道』2009年8月号に掲載された入院中の写真。『零戦撃墜王』の原本となった手記を執筆、整理中のものと思われる姿。公表されている岩本の写真の中ではおそらく生前最後の写真。

動画
日本ニュース194“南海決戦場”の後半、1944年1月に撮影されたラバウル基地上空の戦闘フィルムで、岩本の姿が大写しで撮影収録された。
彼の回想記には、トラック島基地に内地から岩本たちをラバウルで撮影したフィルムを持ってきた・・・最後に私が一人、スクリーンいっぱいに大写しになっているのにはびっくりした、と記述、幸子夫人の回想には、当時はのちに結婚するとも知らぬまま、彼がラバウル出陣していた頃に益田小学校の屋内体操場で「益田の岩本さん」のニュースが上映されたので大勢で見に行き、指揮所の上官に向かって戦果を報告するところが大写しになった、と記述した。
日本ニュース194“南海決戦場”後半に収録のラバウル戦闘の映像では、連合軍飛行機が次々と炎上、空から海上、地上に落ちてくる映像撮影のあと、東飛行場（ラクナイ）滑走路脇の平屋建て指揮所の様子が収録された。指揮所正面の屋根切妻の腰板が半分ほど吹き飛び、壁も一部壊れ向こうが明るく見えている指揮所の暗い壇上に司令長官や司令たちが立ち並んで報告を受け、その前庭の土の搭乗員整列場所に各中隊搭乗員が並んで集合。報告を終えた搭乗員たちは仲間どうし敬礼挨拶しあい解散。
白い半そで服、半ズボン夏服姿の難しい顔して草鹿任一中将らしい長官や他の上級士官たちが、帰りの遅れている搭乗員たちを心配し指揮所の前に出てきて待ち、指揮所前の階段わき、指揮所建物向かって下手側に立てかけた大きな黒板に戦闘報告記入している周囲に若い士官たちが左右に集まり指揮所の壇上の手すりから覗き込み見ているシーンが続く。
その次のシーンで、カポックと落下傘バンドを外し、搭乗員帽をかぶったまま搭乗員服に身をつつんだ小柄な実務・空中指揮官クラスの搭乗員（岩本）が、中腰で黒板に白墨で書いている斜め後ろ姿。横書き文字筆跡は、クセや固さ崩しのない整った横書き楷書、当日ラバウル東飛行場零戦隊の全体集計した戦果報告をそのまま最後まで書きつづけ、撃墜計69、被害 被弾8、全機帰着（最後の「全機帰着」の行に、嬉しく誇らしい勢いある動作でアンダーラインを2本書き込む）まで、収録された。
ニュースフィルムではこの直後、最後に、司令賞の一升の酒瓶を1本ずつ2本もらってきてみんなに囲まれて喜ぶ小高飛長と遠藤二飛曹たちの姿が続いて終わる。この日本ニュース194の動画映像フィルムからは実際には、潮書房、光人社、学研、デルタ出版など各誌に、出典記載のないラバウル戦闘中の零戦写真として多く焼き増しされ、掲載された。このフィルムに撮影された零戦の尾翼機番の部隊マークはすべて204空の「9-」で始まる。
- 日本ニュース第194号、南海決戦場、ニューギニア・ソロモンの戦い NHK戦争証言アーカイブス（2010年8月閲覧）